# Nati nel 2000/Maggio
| Questa pagina contiene informazioni ricavate automaticamente dalle voci biografiche con l'ausilio del template Bio e di un bot. L'aggiornamento è periodico e automatico e ricostruisce completamente la pagina. Se manca una persona in questa lista, sei pregato di non aggiungerla, ma accertati piuttosto che la sua voce biografica contenga il template Bio e che i dati anagrafici siano correttamente compilati. Se il template Bio manca, inseriscilo tu stesso o, in alternativa, metti l'avviso {{tmp\|Bio}} che ne segnala la mancanza. Se i dati riportati sono sbagliati, correggi direttamente la voce biografica; le modifiche saranno visibili in questa lista entro pochi giorni. Per chiarimenti vedi il progetto biografie. La lista contiene solo le 368 persone che sono citate nell'enciclopedia e per le quali è stato implementato correttamente il template Bio. Pagina aggiornata al 18 ago 2025. |

- 1º maggio - Benson Anang, calciatore ghanese
- 1º maggio - Ibrahim Bayesh, calciatore iracheno
- 1º maggio - Paul Charpentier, calciatore argentino
- 1º maggio - András Csonka, calciatore ungherese
- 1º maggio - Joshua Edwards, pugile statunitense
- 1º maggio - Emily Engstler, cestista statunitense
- 1º maggio - Florian Flick, calciatore tedesco
- 1º maggio - Rema, cantante e rapper nigeriano
- 1º maggio - Elijah Just, calciatore neozelandese
- 1º maggio - Lukas Klitten, calciatore danese
- 1º maggio - Balša Koprivica, cestista serbo
- 1º maggio - Christopher Smith II, giocatore di football americano statunitense
- 1º maggio - Najeeb Yakubu, calciatore ghanese
- 1º maggio - Guilherme Biro, calciatore brasiliano
- 2 maggio - Tomás Badaloni, calciatore argentino
- 2 maggio - Thomas Dean, nuotatore britannico
- 2 maggio - Darren Hall, giocatore di football americano statunitense
- 2 maggio - Lucas Halter, calciatore brasiliano
- 2 maggio - Lena Lattwein, calciatrice tedesca
- 2 maggio - Nadia Mattivi, hockeista su ghiaccio italiana
- 2 maggio - Xolidayboy, cantante ucraino
- 2 maggio - Mazin Mohamedein, calciatore sudanese
- 2 maggio - Nicola Nanni, calciatore sammarinese
- 2 maggio - Alec Pierce, giocatore di football americano statunitense
- 2 maggio - Jiang Ranxin, tiratrice a segno cinese
- 2 maggio - Zé Vitor, calciatore brasiliano
- 2 maggio - Dagur Dan Þórhallsson, calciatore islandese
- 2 maggio - Jordan Travis, giocatore di football americano statunitense
- 2 maggio - Callum Wright, calciatore inglese
- 3 maggio - Louie Annesley, calciatore inglese
- 3 maggio - Afonso Sousa, calciatore portoghese
- 3 maggio - Lucas Matzerath, nuotatore tedesco
- 3 maggio - Alexander Ogando, velocista dominicano
- 3 maggio - Adam Magri Overend, calciatore maltese
- 3 maggio - Mohamed Simakan, calciatore francese
- 3 maggio - Gustavo Sánchez, calciatore messicano
- 4 maggio - Jusif Ali, calciatore finlandese
- 4 maggio - Alexandre Balmer, ciclista su strada e mountain biker svizzero
- 4 maggio - Izzy Fry, mezzofondista britannica
- 4 maggio - Nicholas Hamilton, attore australiano
- 4 maggio - Oihane Hernández, calciatrice spagnola
- 4 maggio - Michail Ignatov, calciatore russo
- 4 maggio - Peer Koopmeiners, calciatore olandese
- 4 maggio - Abdallahi Mahmoud, calciatore mauritano
- 4 maggio - Sidney Obissa, calciatore gabonese
- 4 maggio - Kevin Porter, cestista statunitense
- 4 maggio - Clément Secchi, nuotatore francese
- 4 maggio - Michael Steinwender, calciatore austriaco
- 4 maggio - Agustín Urzi, calciatore argentino
- 4 maggio - Sora Yachi, combinatista nordico giapponese
- 5 maggio - Gabby Barrett, cantante statunitense
- 5 maggio - JD Bertrand, giocatore di football americano statunitense
- 5 maggio - Kaiir Elam, giocatore di football americano statunitense
- 5 maggio - Dizzy, rapper svedese
- 5 maggio - Gianluca Gaetano, calciatore italiano
- 5 maggio - Giada Grisetti, ginnasta svizzera
- 5 maggio - Matías Miranda, calciatore argentino
- 5 maggio - David Mullarkey, mezzofondista britannico
- 5 maggio - Patricio Ostachuk, calciatore argentino
- 5 maggio - Patriot Sejdiu, calciatore kosovaro
- 5 maggio - Pedro Souto, calciatore argentino
- 5 maggio - Noemi Visentin, calciatrice italiana
- 5 maggio - Elijah Winnington, nuotatore australiano
- 6 maggio - Samuel Alabi, calciatore ghanese
- 6 maggio - Josh Campbell, calciatore scozzese
- 6 maggio - Batata, calciatore brasiliano
- 6 maggio - Brian De Keersmaecker, calciatore belga
- 6 maggio - Cameron Dicker, giocatore di football americano statunitense
- 6 maggio - José Estupiñán, calciatore colombiano
- 6 maggio - Ilija Gruev, calciatore bulgaro
- 6 maggio - Theodosīs Machairas, calciatore greco
- 6 maggio - Sara Panetoni, pallavolista italiana
- 6 maggio - Yuri César, calciatore brasiliano
- 6 maggio - Mauro Silveira, calciatore uruguaiano
- 6 maggio - Gonzalo Sánchez, calciatore peruviano
- 6 maggio - Kelvin Yeboah, calciatore ghanese
- 7 maggio - Eden Alene, cantante israeliana
- 7 maggio - Jalen Brooks, giocatore di football americano statunitense
- 7 maggio - Federica Cafferata, calciatrice italiana
- 7 maggio - Maxwell Perry Cotton, attore statunitense
- 7 maggio - Adam Foltán, ciclista su strada e ciclocrossista slovacco
- 7 maggio - Leon Kreković, calciatore croato
- 7 maggio - Gabriel Pereira Magalhães dos Santos, calciatore brasiliano
- 7 maggio - Ibrahim Sadiq, calciatore ghanese
- 7 maggio - Scott Woods, calciatore norvegese
- 8 maggio - Sandra Absmann, ex sciatrice alpina austriaca
- 8 maggio - Jocelin Behiratche, calciatore ivoriano
- 8 maggio - Karl Brooks, giocatore di football americano samoano americano
- 8 maggio - Toumani Camara, cestista belga
- 8 maggio - Federica Cassol, fondista italiana
- 8 maggio - Quentin Grimes, cestista statunitense
- 8 maggio - Ben Lederman, calciatore polacco
- 8 maggio - Erik Lira, calciatore messicano
- 8 maggio - Gonzalo Nápoli, calciatore uruguaiano
- 8 maggio - Jesús David Peña, ciclista su strada colombiano
- 8 maggio - Michael Penix Jr., giocatore di football americano statunitense
- 8 maggio - Mathis Picouleau, calciatore francese
- 8 maggio - Marie Reim, cantante tedesca
- 8 maggio - Sandro Tonali, calciatore italiano
- 8 maggio - Jacob Toppin, cestista statunitense
- 8 maggio - Quay Walker, giocatore di football americano statunitense
- 9 maggio - Negasi Haylu Abreha, ciclista su strada etiope
- 9 maggio - Mohamed Amoura, calciatore algerino
- 9 maggio - Anders Bærtelsen, calciatore danese
- 9 maggio - Laura Bechdejú, ginnasta spagnola
- 9 maggio - Ana Garcés, attrice spagnola
- 9 maggio - Jules Gaudin, calciatore francese
- 9 maggio - Liam Kerrigan, calciatore irlandese
- 9 maggio - Juri Knorr, pallamanista tedesco
- 9 maggio - Artur Konontšuk, cestista estone
- 9 maggio - Hernán Labraga, calciatore uruguaiano
- 9 maggio - Trey Lance, giocatore di football americano statunitense
- 9 maggio - Álvaro Mantilla, calciatore spagnolo
- 9 maggio - Brendan Schoonbaert, calciatore belga
- 9 maggio - Edoardo Scotti, velocista italiano
- 9 maggio - Ștefan Târnovanu, calciatore rumeno
- 9 maggio - Ragne Wiklund, pattinatrice di velocità su ghiaccio norvegese
- 9 maggio - Franco Zanelatto, calciatore peruviano
- 10 maggio - Malik Abubakari, calciatore ghanese
- 10 maggio - Amine Adli, calciatore marocchino
- 10 maggio - Destanee Aiava, tennista australiana
- 10 maggio - Nawaf Al-Aqidi, calciatore saudita
- 10 maggio - Jakob Kiilerich, calciatore danese
- 10 maggio - Percy Liza, calciatore peruviano
- 10 maggio - Čebrails Makreckis, calciatore lettone
- 10 maggio - Nicolau Mir, ginnasta spagnolo
- 10 maggio - Vincent Müller, calciatore tedesco
- 10 maggio - Anthony Patterson, calciatore inglese
- 10 maggio - Sean Quinn, ciclista su strada statunitense
- 10 maggio - Alice Robbe, tennista francese
- 10 maggio - Fabian de Keijzer, calciatore olandese
- 11 maggio - Bjarki Bjarkason, calciatore islandese
- 11 maggio - Tobias Christensen, calciatore norvegese
- 11 maggio - Carl Jonsson, sciatore alpino svedese
- 11 maggio - Li Xiangning, pattinatrice artistica su ghiaccio cinese
- 11 maggio - João Marcos, calciatore brasiliano
- 11 maggio - Maj Mittendorfer, calciatore sloveno
- 11 maggio - Thijs Oosting, calciatore olandese
- 11 maggio - Matías Pellegrini, calciatore argentino
- 11 maggio - Anujan Rajendram, calciatore singalese
- 11 maggio - Marios Tsaousīs, calciatore greco
- 11 maggio - Yūki Tsunoda, pilota automobilistico giapponese
- 11 maggio - Wang Chuqin, tennistavolista cinese
- 11 maggio - Instasamka, rapper e cantante russa
- 12 maggio - Macéo Beard-Aigret, giocatore di football americano francese
- 12 maggio - Sofyan Chader, calciatore francese
- 12 maggio - Deng Lijuan, arrampicatrice cinese
- 12 maggio - Terry Enweonwu, pallavolista italiana
- 12 maggio - Barbora Havlíčková, fondista ceca
- 12 maggio - Leah Jeruto, siepista keniota
- 12 maggio - Christian Jones, giocatore di football americano statunitense
- 12 maggio - Mouhamed Ngom, calciatore senegalese
- 12 maggio - Nikolas Panagiōtou, calciatore cipriota
- 12 maggio - Sedona Prince, cestista statunitense
- 12 maggio - Andrea Stašková, calciatrice ceca
- 12 maggio - Gerónimo Tomasetti, calciatore argentino
- 12 maggio - Maksims Toņiševs, calciatore lettone
- 13 maggio - Kees de Boer, calciatore olandese
- 13 maggio - Ethan Cepuran, pattinatore di velocità su ghiaccio statunitense
- 13 maggio - Antonio Cipriano, attore statunitense
- 13 maggio - Casey Dawson, pattinatore di velocità su ghiaccio statunitense
- 13 maggio - Nicole Dzurko, nuotatrice artistica statunitense
- 13 maggio - Marco Fontana Granotto, mezzofondista italiano
- 13 maggio - Emil Holm, calciatore svedese
- 13 maggio - Andy Irving, calciatore scozzese
- 13 maggio - Matěj Krsek, velocista ceco
- 14 maggio - Firas Al-Buraikan, calciatore saudita
- 14 maggio - José Gragera, calciatore spagnolo
- 14 maggio - Jordan Howden, giocatore di football americano statunitense
- 14 maggio - Mayu Ishikawa, pallavolista giapponese
- 14 maggio - David Mach, combinatista nordico tedesco
- 14 maggio - Madlen Radukanova, ginnasta bulgara
- 14 maggio - Haroun Tchaouna, calciatore ciadiano
- 14 maggio - Dylan Teves, calciatore statunitense
- 14 maggio - Ilan Van Wilder, ciclista su strada belga
- 14 maggio - Elīna Ieva Vītola, slittinista lettone
- 15 maggio - Cole Anthony, cestista statunitense
- 15 maggio - Manuel Bastianelli, pilota motociclistico italiano
- 15 maggio - Claire Chaussee, pallavolista statunitense
- 15 maggio - Masca, calciatore portoghese
- 15 maggio - Jha'Quan Jackson, giocatore di football americano statunitense
- 15 maggio - Dajana Jastrems'ka, tennista ucraina
- 15 maggio - Tani Oluwaseyi, calciatore nigeriano
- 15 maggio - Balthazar Pierret, calciatore francese
- 15 maggio - Jensen Plowright, ciclista su strada e pistard australiano
- 15 maggio - Magrão, calciatore brasiliano
- 15 maggio - Riccardo Suarez, doppiatore italiano
- 15 maggio - Joaquín Wigman, ex calciatore uruguaiano
- 15 maggio - Noah Williams, tuffatore britannico
- 15 maggio - Rie Yoshida, nuotatrice artistica giapponese
- 15 maggio - Nadir Zeineddin, calciatore argentino
- 15 maggio - Dmitrijs Zeļenkovs, calciatore lettone
- 15 maggio - Nicola Zonta, pallavolista italiano
- 16 maggio - Matt Araiza, giocatore di football americano statunitense
- 16 maggio - Theo Evan, cantautore, ballerino e attore cipriota
- 16 maggio - Omri Gandelman, calciatore israeliano
- 16 maggio - Dean Huiberts, calciatore olandese
- 16 maggio - Javontae Jean-Baptiste, giocatore di football americano statunitense
- 16 maggio - Karim Mané, cestista senegalese
- 16 maggio - Majid Rashid, calciatore emiratino
- 16 maggio - Rodri, calciatore spagnolo
- 16 maggio - Gabriele Ruiu, pilota motociclistico italiano
- 16 maggio - Ben Sims, giocatore di football americano statunitense
- 17 maggio - Edmund Addo, calciatore ghanese
- 17 maggio - Minna Atherton, nuotatrice australiana
- 17 maggio - Raoul Bellanova, calciatore italiano
- 17 maggio - Jamie Casselman, sciatore alpino canadese
- 17 maggio - Nia Clouden, cestista statunitense
- 17 maggio - Andrea Colleluori, ex pallamanista e allenatore di pallamano italiano
- 17 maggio - Matěj Kovář, calciatore ceco
- 17 maggio - Kevin Krygård, calciatore norvegese
- 17 maggio - Hermenegildo Leite, velocista angolano
- 17 maggio - Jordi Liongola, calciatore burundese
- 17 maggio - Maxime Renaux, pilota motociclistico francese
- 17 maggio - Mia Rodgers, attrice britannica
- 17 maggio - Guille Rosas, calciatore spagnolo
- 18 maggio - Nikolai Baden Frederiksen, calciatore danese
- 18 maggio - Gloria Ioriatti, pattinatrice di short track italiana
- 18 maggio - Izabela Marcisz, fondista polacca
- 18 maggio - Kevin Mier, calciatore colombiano
- 18 maggio - Greg Newsome II, giocatore di football americano statunitense
- 18 maggio - Pedro Oba, calciatore equatoguineano
- 18 maggio - Juan Portillo, calciatore argentino
- 18 maggio - Isaac Romero, calciatore spagnolo
- 18 maggio - Ryan Sessegnon, calciatore inglese
- 18 maggio - Steven Sessegnon, calciatore inglese
- 18 maggio - Devin Titus, calciatore sudafricano
- 18 maggio - Erin Wallace, mezzofondista britannica
- 19 maggio - Nikos Arsenopoulos, cestista greco
- 19 maggio - Louis Beyer, calciatore tedesco
- 19 maggio - Léna Brocard, combinatista nordica francese
- 19 maggio - Sebastián Cocimano, calciatore argentino
- 19 maggio - Francisco Cáffaro, cestista argentino
- 19 maggio - Lodovico Deangeli, cestista italiano
- 19 maggio - Samuel Gueulette, calciatore ruandese
- 19 maggio - Haret Ortega, calciatore messicano
- 19 maggio - Milan Savić, calciatore bosniaco
- 19 maggio - Yuhana Yokoi, pattinatrice artistica su ghiaccio giapponese
- 19 maggio - Juan Zapata, calciatore colombiano
- 20 maggio - Davide Comini, canottiere italiano
- 20 maggio - Apostolos Diamantīs, calciatore greco
- 20 maggio - Danley Jean Jacques, calciatore haitiano
- 20 maggio - Tomer Levinson, cestista israeliano
- 20 maggio - Rosa Linn, cantante armena
- 20 maggio - Agustín Martegani, calciatore argentino
- 20 maggio - Brian Rodríguez, calciatore uruguaiano
- 20 maggio - César Sousa, calciatore portoghese
- 20 maggio - Kieran Smith, nuotatore statunitense
- 20 maggio - Tyree Wilson, giocatore di football americano statunitense
- 21 maggio - Ashleigh Alexander, sciatrice alpina canadese
- 21 maggio - Elhan Astanov, calciatore kazako
- 21 maggio - Tobías Reinhart, calciatore argentino
- 21 maggio - Robson Reis, calciatore brasiliano
- 22 maggio - Marine Boyer, ginnasta francese
- 22 maggio - Rafael Camacho, calciatore portoghese
- 22 maggio - Julián Carranza, calciatore argentino
- 22 maggio - Mahamadou Doucouré, calciatore maliano
- 22 maggio - Rikke Nygard, calciatrice norvegese
- 22 maggio - Francesca Pasa, cestista italiana
- 22 maggio - Marco Pompetti, calciatore italiano
- 22 maggio - Maddy Siegrist, cestista statunitense
- 22 maggio - Gláuber Siqueira, calciatore brasiliano
- 22 maggio - Lars Thiemann, cestista tedesco
- 22 maggio - Thibaut Vargas, calciatore francese
- 22 maggio - Zenéy van der Walt, ostacolista e velocista sudafricana
- 22 maggio - Felipe Zenobio, calciatore argentino
- 22 maggio - Tomáš Zlatohlávek, calciatore ceco
- 23 maggio - Simon Bucher, nuotatore austriaco
- 23 maggio - Felipe Drugovich, pilota automobilistico brasiliano
- 23 maggio - Aldo Festante, pilota automobilistico italiano
- 23 maggio - Jaxson Hayes, cestista statunitense
- 23 maggio - Aldo López, calciatore messicano
- 23 maggio - Jalen Mayfield, giocatore di football americano statunitense
- 23 maggio - Joshua Obiesie, cestista tedesco
- 23 maggio - Lorenzo Patta, velocista italiano
- 23 maggio - Israel Reyes, calciatore messicano
- 23 maggio - Cristofer Salas, calciatore cileno
- 23 maggio - Barış Alper Yılmaz, calciatore turco
- 23 maggio - Nino Žugelj, calciatore sloveno
- 24 maggio - Vasilije Bakić, calciatore serbo
- 24 maggio - Jaminton Campaz, calciatore colombiano
- 24 maggio - Caren Chebet, siepista keniota
- 24 maggio - Vladyslav Dmytrenko, calciatore ucraino
- 24 maggio - Karenna Elliott, sciatrice freestyle statunitense
- 24 maggio - Jun Endō, calciatrice giapponese
- 24 maggio - Luca Giossa, calciatore uruguaiano
- 24 maggio - Luka Jelenić, calciatore croato
- 24 maggio - Keyontae Johnson, cestista statunitense
- 24 maggio - Vasil Kušej, calciatore ceco
- 24 maggio - Jon McCracken, calciatore scozzese
- 24 maggio - Louise McDaniel, calciatrice nordirlandese
- 24 maggio - Noah Okafor, calciatore svizzero
- 25 maggio - Colin Castleton, cestista statunitense
- 25 maggio - Krzysztof Kubica, calciatore polacco
- 25 maggio - Maëlle Lakrar, calciatrice francese
- 25 maggio - Paul Lapeira, ciclista su strada francese
- 25 maggio - Li Zheng, tuffatore cinese
- 25 maggio - Claire Liu, tennista statunitense
- 25 maggio - Luca Mack, calciatore tedesco
- 25 maggio - Alfie McCalmont, calciatore inglese
- 25 maggio - Mason McCormick, giocatore di football americano statunitense
- 25 maggio - Ella Renzoni, ex sciatrice alpina canadese
- 25 maggio - Arthur Theate, calciatore belga
- 25 maggio - Vanja Zvekanov, calciatore serbo
- 25 maggio - Berke Özer, calciatore turco
- 26 maggio - Océane Cassignol, nuotatrice francese
- 26 maggio - Kristóf Korbély, calciatore ungherese
- 26 maggio - Aggelos Liasos, calciatore greco
- 26 maggio - Elizaveta Lugovskich, ginnasta russa
- 26 maggio - Taisei Miyashiro, calciatore giapponese
- 26 maggio - Hannah Neise, skeletonista tedesca
- 26 maggio - Cyril Ngonge, calciatore belga
- 26 maggio - Dominic Ott, sciatore alpino svizzero
- 26 maggio - Dereon Seabron, cestista statunitense
- 26 maggio - Tyrique Stevenson, giocatore di football americano statunitense
- 27 maggio - Jade Carey, ginnasta statunitense
- 27 maggio - Jenny De Nucci, attrice italiana
- 27 maggio - Javier Alejandro Jiménez Paris, calciatore olandese
- 27 maggio - Elena Malõgina, tennista estone
- 27 maggio - Chinonso Offor, calciatore nigeriano
- 27 maggio - Abner, calciatore brasiliano
- 28 maggio - Phil Foden, calciatore inglese
- 28 maggio - Kyle Garland, multiplista statunitense
- 28 maggio - Axelle Klinckaert, ginnasta belga
- 28 maggio - Beatrice Mallozzi, triatleta italiana
- 28 maggio - Ayden Owens-Delerme, multiplista portoricano
- 28 maggio - Maisie Peters, cantautrice e compositrice britannica
- 28 maggio - Réka Rohács, nuotatrice ungherese
- 28 maggio - Friendly Thug 52 NGG, rapper russo
- 28 maggio - Taylor Ruck, nuotatrice canadese
- 28 maggio - Niek van der Velden, snowboarder olandese
- 28 maggio - Erikas Venskus, cestista lituano
- 29 maggio - Jefferson Arce, calciatore ecuadoriano
- 29 maggio - Christopher Bailey, velocista statunitense
- 29 maggio - Percy Butler, giocatore di football americano statunitense
- 29 maggio - Leon Klassen, calciatore tedesco
- 29 maggio - Li Yuan, cestista cinese
- 29 maggio - Né Lopes, calciatore portoghese
- 29 maggio - Attila Mocsi, calciatore ungherese
- 29 maggio - Luke Moncada, hockeista su ghiaccio canadese
- 29 maggio - Matija Orbanić, calciatore croato
- 29 maggio - Jurica Pršir, calciatore croato
- 29 maggio - Lucão, calciatore brasiliano
- 29 maggio - Yuan Sijun, giocatore di snooker cinese
- 30 maggio - André Almeida, calciatore portoghese
- 30 maggio - Ben Cabango, calciatore gallese
- 30 maggio - Kristin Austgulen Fosnæs, fondista norvegese
- 30 maggio - Jared S. Gilmore, attore statunitense
- 30 maggio - Jay Gorter, calciatore olandese
- 30 maggio - Hakim Guenouche, calciatore francese
- 30 maggio - Giovanni Haag, calciatore francese
- 30 maggio - Glenda Morejón, marciatrice ecuadoriana
- 30 maggio - Sheynnis Palacios, modella nicaraguense
- 30 maggio - Nathanaël Saintini, calciatore francese
- 30 maggio - Karolina Stanisławczyk, cantante polacca
- 30 maggio - Toichi Suzuki, calciatore giapponese
- 30 maggio - Fábio Vieira, calciatore portoghese
- 30 maggio - Shin Yamada, calciatore giapponese
- 31 maggio - Simone Baglivo, giornalista italiano
- 31 maggio - Bünyamin Balcı, calciatore turco
- 31 maggio - Augustin Bianchini, sciatore alpino francese
- 31 maggio - Selina Cerci, calciatrice tedesca
- 31 maggio - Pedro Ganchas, calciatore portoghese
- 31 maggio - Maximiliano Rodríguez, calciatore cileno
- 31 maggio - Gable Steveson, lottatore statunitense
- 31 maggio - Carolina Visca, giavellottista italiana
- 31 maggio - Tereza Voborníková, biatleta ceca
- 31 maggio - Jesper de Jong, tennista olandese